# Bosque mixto sarmático
El bosque mixto sarmático es una ecorregión de la ecozona paleártica, definida por WWF, que constituye el límite septentrional de los bosques templados en Europa.

## Descripción
Es una ecorregión de bosque templado de frondosas que ocupa 846.100 kilómetros cuadrados en una franja que se extiende desde el extremo sur de Noruega, pasando por el sur de Suecia, el archipiélago de Åland, el extremo suroeste de Finlandia, la totalidad de Estonia y Letonia y la mitad norte de Lituania y Bielorrusia, hasta los montes Urales, a través de la zona central de la Rusia europea.

## Flora
La vegetación de la ecorregión consiste en bosques mixtos de transición en los que se solapan el límite septentrional de la distribución del roble albar (Quercus robur) y el límite meridional a baja altitud de la picea de Noruega (Picea abies), mezclados con pino silvestre (Pinus sylvestris) en las zonas más secas.

## Estado de conservación
En peligro crítico.